# Prinses Fiona
Prinses Fiona is een fictieve prinses uit de Shrek-filmreeks. Ze komt voor in alle vier de films, alsmede de specials en de videospellen. Haar stem in de Engelstalige versie wordt gedaan door Cameron Diaz.

## Rol in de films

### Voor de eerste film
Fiona is de dochter van Koning Harold en Koningin Lillian van het koninkrijk Far Far Away. Als kind wordt Fiona vervloekt door een heks, waardoor ze elke nacht verandert in een oger. Haar ouders roepen hierop de hulp in van de Fairy Godmother, die weet dat alleen een liefdeskus haar kan redden en haar permanent haar ware gedaante kan geven. Op haar aandringen sluiten ze Fiona daarom op in een toren en laten haar bewaken door een draak, in de hoop dat Fiona’s ware geliefde haar zal komen redden. In werkelijkheid maakt dit alles deel uit van een groter plan van Fairy Godmother: ze wil dat haar zoon, Prince Charming, Fiona gaat bevrijden en zo haar liefde zal winnen, zodat hij koning van Far Far Away kan worden. Koning Harold is als enige op de hoogte van Fairy Godmother’s ware plan, maar moet wel meewerken daar hij bij haar in het krijt staat.

### Shrek
In de eerste film ontdekt Lord Farquaad Fiona’s bestaan, en wil met haar trouwen om zo een ware koning te kunnen worden. Daar hij zelf niet de moed heeft om met de draak te vechten, stuurt hij Shrek om Fiona te halen. Dit onder de voorwaarde dat hij Shrek zijn moeras terug zal geven als hij slaagt.
Shrek slaagt in zijn opdracht. Fiona moet eerst niks weten van hem daar ze had gehoopt dat haar redder een prins zou zijn en omdat Shrek slechts opdracht heeft haar naar Lord Farquaad te brengen, maar langzaam krijgt ze toch gevoelens voor hem.
Uiteindelijk komt Fiona’s vervloeking aan het licht. Lord Farquaad hoeft haar daardoor niet meer, maar Shrek durft nu eindelijk ook zijn liefde voor haar op te biechten. Nadat Fiona en Shrek elkaar kussen, wordt de vloek verbroken. Maar in plaats van in een mens verandert Fiona nu definitief in een oger. Zij en Shrek trouwen.

### Shrek 2
In de tweede film reizen Fiona en Shrek naar Fiona’s ouders om hun huwelijk door hen te laten zegenen. Met name Harold is echter zwaar verbaasd en ontevreden over het feit dat Shrek Prince Charming voor is geweest. Ook Fairy Godmother is niet blij dat Fiona reeds met Shrek getrouwd is, en dwingt Harold haar te helpen om Fiona en Charming alsnog samen te brengen. Ze wil Shrek laten doden, maar dat mislukt. Nadat Shrek zichzelf met een toverdrankje in een mens heeft veranderd, verandert als bijwerking hiervan Fiona ook weer in een mens. Charming zoekt haar op en probeert haar ervan te overtuigen dat hij de menselijke Shrek is, maar Fiona heeft al direct vanaf het begin haar twijfels.
Harold moet op bevel van Fairy Godmother Fiona een liefdesdrank geven die ervoor zal zorgen dat Fiona verliefd wordt op de eerste die haar kust. Harold beseft echter dat Fiona echt van Shrek houdt en geeft haar niet het drankje. Hierdoor mislukt het plan van Fairy Godmother. Shrek en Fiona laten nadien de betovering van het drankje en Fairy Godmother uitwerken waardoor ze weer ogers worden.

### Shrek the Third
In de derde film is Fiona zwanger. Wanneer haar vader zwaar ziek wordt en niet meer kan regeren, moeten Shrek en Fiona het koningschap over Far Far Away overnemen. Shrek wil dit niet en gaat daarom op zoek naar een andere erfgenaam.
Fiona ontdekt een plan van Charming om wraak te nemen op Shrek en haar. Daarom verzamelt ze haar vriendinnen (Assepoester, Sneeuwwitje, Doornroosje, Rapunzel, en Doris) voor een tegenzet. Rapunzel verraadt de groep echter omdat ze zelf verliefd wordt op Charming. Fiona en de anderen kunnen ontsnappen uit Charmings gevangenis, waarna Fiona hen aanspoort om net als zij zelfstandiger te worden en voor zichzelf op te komen. Mede door haar wordt Charming uiteindelijk verslagen.
Dit is de enige film waarin Fiona niet in haar menselijke gedaante te zien is.

### Shrek Forever After
In de vierde film maakt Shrek een deal met Repelsteeltje om weer een dag te kunnen leven zoals hij deed voor hij Fiona leerde kennen. Hierdoor ontstaat echter een alternatieve tijdlijn waarin Shrek en Fiona nooit zijn getrouwd, Repelsteeltje over Far Far Away regeert, en Fiona’s ouders zijn verdwenen. Fiona is in deze nieuwe tijdlijn nog steeds vervloekt omdat ze nooit de liefdeskus heeft gehad die de vloek kan opheffen, en ze herkent Shrek niet daar ze hem nooit heeft ontmoet. Ze is in deze tijdlijn de aanvoerder van een grote groep ogers die zich tegen het bewind van Repelsteeltje hebben gekeerd. Wanneer Shrek en zij elkaar ondanks Repelsteeltjes tegenwerken opnieuw een liefdeskus geven, wordt alles weer zoals het hoort te zijn.

## Persoonlijkheid
Fiona lijkt bij haar introductie in de eerste film een stereotiepe sprookjesprinses. Zo moet ze gered worden uit een gevaarlijke situatie, praat formeel en beleefd, en stelt hoge eisen aan haar potentiële redder. Later blijkt ze echter toch niet een doorsnee prinses te zijn. Ze is bijvoorbeeld niet op haar mondje gevallen, kan goed vechten en is behoorlijk zelfstandig. Bovendien blijkt ze, doordat ze ’s nachts altijd een oger is, ook enkele slechte manieren te hebben gelijk aan Shrek.
Volgens een MySpace-pagina die voor alle personages werd aangemaakt ter promotie van de derde film is Fiona 22 jaar oud.

## Theater
In Shrek the Musical wordt Fiona gespeeld door Sutton Foster. Zij werd voor de rol genomineerd voor een Tony Award.